# Gertrude van den Bergh
Anna Gertrude Elizabeth van den Bergh (Mülheim an der Ruhr, ged. 21 januari 1793 - Den Haag, 10 september 1840) was een prominente Nederlandse pianiste, componiste, en muziekpedagoge. In 1830 werd ze 'lid van verdienste' van de Maatschappij tot Bevordering der Toonkunst. Slechts zeven van haar composities zijn bewaard gebleven.

## Vroege jaren
Gertrude van den Bergh was de oudste dochter van Henderik van den Bergh (1768-1846) en Maria Theresia Leydel, Maria had de Duitse nationaliteit. Het muzikale talent van Gertrude werd vroeg ontdekt en vanaf haar zesde jaar ontving ze pianolessen. Reeds in 1802 wordt een eigen compositie van haar vermeld, een klavecimbelsonate. Haar optredens in Duitsland, op jonge leeftijd, werden met veel lof ontvangen. Later studeerde ze compositie bij Johann August Franz Burgmüller en piano bij Ferdinand Ries. In 1809 raakte Gertrude bekend in Nederland nadat ze, samen met haar jongere zus Sophia, een concerttournee maakte, welke georganiseerd was door hun vader. Ook in Nederland werden haar optredens met lof ontvangen.

## Nederlandse tijd
In 1811 verhuisde de familie van den Bergh naar Den Haag, waarna Gertrude zelden meer openbare optredens hield. In informele kring bleef ze uitvoeringen geven. Hierbij werd haar interpretatie van Beethoven opgemerkt. Rond 1818 speelde ze muziek van J.S. Bach. Opmerkelijk omdat zijn muziek in deze periode zelden werd uitgevoerd. Ondanks haar terugtrekking uit het openbare leven behield ze haar internationale bekendheid en ze werd regelmatig bezocht door bekende musici zoals Felix Mendelssohn, Friedrich Kalkbrenner, Ignaz Moscheles en Louis Spohr. In 1824 droeg Johann N. Hummel zijn compositie Trois amusements en forme des caprices opus 105 aan haar op.
In 1830 werd Van den Bergh uitgenodigd om lid van verdienste te worden van de Maatschappij tot Bevordering der Toonkunst die in 1829 was opgericht. Dat was uitzonderlijk omdat vrouwen officieel pas vanaf 1835 mochten worden toegelaten als lid. De volgende twee vrouwelijke leden van de vereniging werden respectievelijk pas in 1854 en 1899 uitgenodigd. In 1834 verzorgde de maatschappij een groot festival in Den Haag waaraan het Haagse dames-Zanggenootschap deelnam. Dit koor was waarschijnlijk opgericht door Van den Bergh. Daarnaast leidde zij tussen 1819 en 1821 het eerste gemengde koor van Den Haag, daarna de Zangvereeniging die tot 1837 of 1838 heeft bestaan.
Om in haar levensonderhoud te voorzien, Van den Bergh was ongetrouwd en woonde samen met haar moeder, gaf ze zanglessen en pianolessen aan leden van de aristocratie. Zo heeft Anna Paulowna, gemalin van Willem II, ook nog les van haar gehad. Verder gaf ze les in de algemene muziekleer aan welgestelde jongedames aan de hand van haar eigen instructieboek Principes de musique dat ze schreef rond 1830.
In 1840 overleed Van den Bergh op 47-jarige leeftijd aan borstkanker. Ze werd begraven in Den Haag.

## Composities
Het meeste werk van Van den Bergh is verloren gegaan, omdat ze nooit zijn uitgegeven. Van haar preludes, fuga's, fantasieën en een strijkkwartet zijn zeven werken bewaard gebleven, waarvan de meeste weer uit haar jonge jaren zijn gedateerd. In 1813 schreef ze twee stukken ter gelegenheid van het einde van de Franse overheersing van Nederland. Ook schreef ze variaties op bekende melodieën, zoals een variatie op Ein Mädchen oder Weibchen van Mozart. Rond 1820 is nog een bravourestuk van haar bekend, een rondo voor pianoforte.
In de 20e eeuw werd nog een opmerkelijk stuk van haar herontdekt door Willem Noske, namelijk het ongedateerde Lied für Pianoforto. Dit stuk, met een expressieve melodie in de bovenstem en een rustige begeleiding door de bas, was typerend voor een nieuw genre dat met name werd uitgevoerd door Fanny en Felix Mendelssohn. Bekend als een 'lied zonder woorden' was dit een van de eerste stukken in dit genre dat in Nederland was gecomponeerd.
- Biografisch Portaal: 81727809
- Gemeinsame Normdatei: 12150137X
- International Standard Name Identifier: 0000 0000 3527 4440
- Library of Congress Control Number: n94080412
- MusicBrainz: d31e98c8-5f6e-4677-94a6-ca15922698df
- Nederlandse Thesaurus van Auteursnamen: 070498083
- Virtual International Authority File: 25460655
- WorldCat: E39PBJtMgYHfVbqVB3KHtPHpyd